# Gamba verda
La gamba verda o picarot (Tringa nebularia) és una espècie d'ocell de la família dels escolopàcids (Scolopacidae) que en estiu habita aiguamolls, prats humits i ermots, des d'Escòcia i Escandinàvia, cap a l'est, a través del centre de Rússia i centre de Sibèria fins a Kamtxatka, el Llac Baikal i Manxúria. En hivern habita llacs, costes i aiguamolls d'Europa meridional, Àfrica, Àsia meridional i Austràlia. Als Països Catalans es veu durant les migracions, a la llarga de la costa, amb una població relativament notable al delta de l'Ebre.